# Телуроводень
Телурово́день, або телури́д во́дню — неорганічна сполука з формулою H2Te . За звичайних умов — безбарвний газ. Розкладається на телур і водень вже при 0°С, хоча може існувати досить довго при дуже низьких концентраціях. Можна виявити за запахом гниючого часнику при надзвичайно низьких концентраціях, або за неприємним запахом гниючої цибулі-порею при дещо вищих концентраціях. Більшість сполук із зв'язками Te–H нестійкі щодо втрати H2. H2Te хімічно та структурно подібний до селеноводню, обидва кислотні. Кут H–Te–H становить близько 90°. Леткі сполуки телуру часто мають неприємні запахи, що нагадують гнилий часник.

## Синтез
Розроблені деякі електролітичні методи.
H2Te також може бути отриманий гідролізом телуридів електропозитивних металів. Типовий гідроліз телуриду алюмінію :
Al2Te3 + 6H2O → 2Al(OH)3 + 3H2Te
Також можуть бути використані інші солі Te2−, такі як MgTe або Na2Te.